# Catherine Lascault
 (février 2025).
Si vous disposez d'ouvrages ou d'articles de référence ou si vous connaissez des sites web de qualité traitant du thème abordé ici, merci de compléter l'article en donnant les références utiles à sa vérifiabilité et en les liant à la section « Notes et références ».
Pour les articles homonymes, voir Lascault.
Catherine Lascault, née en 1961 à Strasbourg, est une actrice française.
Elle est également conférencière musée national d'Art moderne (MNAM) du centre Pompidou à Paris.

## Filmographie
- 1980 : Le Rôle effacé de Marie de Jean-Michel Mongrédien
- 1983 : Un jour ou l'autre d'Olivier Nolin
- 1985 : Les Filles du château de Robert Renzulli
- 1986 : Mon bel amour, ma déchirure de José Pinheiro : la courtisane[1]
- 1987 : Le Retour de Jean-Maurice de Philippe Demontaut
- 1987 : Papillon du vertige de Jean-Yves Carrée
- 1990 : Dames galantes de Jean-Charles Tacchella
- 1991 : Boulevard des hirondelles de Josée Yanne
- 1998 : La Fille sur le pont de Patrice Leconte : Irene[1]
- 1999 : La Veuve de Saint-Pierre de Patrice Leconte : La Malvilain[1]
- 2019 : Un triomphe d'Emmanuel Courcol : la juge[1]